# Libertad de culto

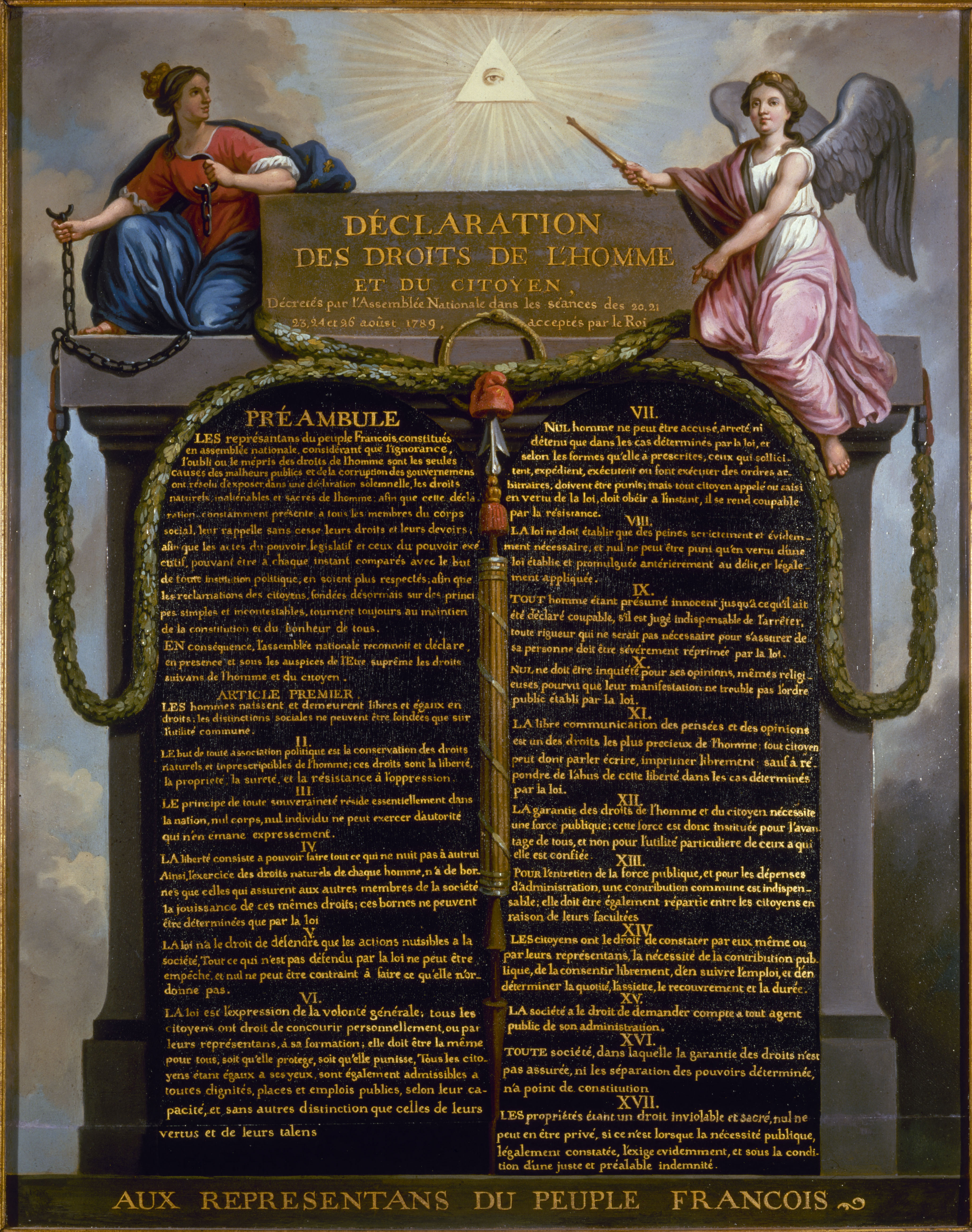
La Declaración Universal de los Derechos Humanos garantiza la libertad de pensamiento, de conciencia y de religión.

La libertad de culto o libertad religiosa es un derecho fundamental que se refiere a la opción de cada ser humano de elegir libremente su religión, de no elegir ninguna (irreligión), o de no creer o validar la existencia de un Dios (ateísmo y agnosticismo) y ejercer dicha creencia públicamente, sin ser víctima de opresión, discriminación o forzar su cambio.
Este concepto va más allá de la simple tolerancia religiosa que permite, como una concesión graciable, el ejercicio de religiones distintas a la impuesta oficialmente, en situaciones de confesionalidad del Estado propias del Antiguo Régimen. En las democracias modernas generalmente el Estado garantiza la libertad religiosa a todos sus ciudadanos, pero en la práctica la elección del credo está dado generalmente por costumbres familiares y sociales, asociándose frecuentemente ciertas sociedades a ciertas religiones. Además las situaciones de discriminación religiosa o intolerancia religiosa siguen siendo muy frecuentes en distintas partes del mundo, registrándose casos de intolerancia, preferencia de una religión sobre otras y persecución a ciertos credos o a quienes no siguen ninguno.
La libertad religiosa es reconocida por el derecho internacional en varios documentos, como el artículo 18 de la Declaración Universal de los Derechos Humanos y el artículo 18 del Pacto Internacional de Derechos Civiles y Políticos; el art. 27 de este mismo pacto garantiza a las minorías religiosas el derecho a confesar y practicar su religión. De la misma forma lo hace la Convención de los Derechos del Niño, en su art. 14, y el artículo 9 de la Convención Europea de Derechos Humanos.
La Declaración Universal de los Derechos Humanos, en el citado artículo 18, indica:

Toda persona tiene derecho a la libertad de pensamiento, de conciencia y de religión; este derecho incluye la libertad de cambiar de religión o de creencia, así como la libertad de manifestar su religión o su creencia, individual y colectivamente, tanto en público como en privado, por la enseñanza, la práctica, el culto y la observancia.

## Libertad de culto y libertad de conciencia
La libertad de culto o libertad religiosa originalmente nace identificada con la libertad de conciencia, sin agotarse esta en aquellas. En efecto, la asociación entre moral y religión instrumentalizada en el derecho, lleva a la identificación del problema de la imposición jurídica de la religión con la afectación de la reserva de la libertad de conciencia de parte de todas las personas. Lo anterior se manifestó en la consagración por parte de las colonias angloamericanas, por ejemplo Rhode Island, de la reserva de la libertad de conciencia frente a la legislatura temporal. Sin perjuicio de lo anterior, la libertad de conciencia actualmente rebasa dichos límites, hacia cuestiones como los presos de conciencia o la desobediencia civil.

## Historia de la libertad de culto

### Historia de la libertad de culto enEuropa

#### Precedentes de la libertad de culto
La intuición de que es un derecho humano fundamental, un privilegio natural, que todo hombre pueda expresar su fe según sus propias convicciones ya había sido expresada por Tertuliano en el siglo III, y fue el mismo Tertuliano quien acuñó la expresión "libertad religiosa" (libertas religionis).
En el año 313 d. C. se publica, en el Imperio Romano, el Edicto de Milán que viene a suponer el primer documento jurídico que establece la libertad religiosa. En efecto, el emperador Constantino viene a operar la inversión del panorama de las relaciones entre el Imperio y los cristianos. El Edicto establecía la libertad de culto para los cristianos y el resto de religiones, aunque en realidad tan solo los primeros veían amenazadas su convicciones por el Imperio. En cualquier caso el Edicto establece que "nadie que haya aceptado la creencia cristiana o cualquiera otra que parezca ser la más conveniente para él, sea obligado a negar su convicción(...)" 
En 1568 se estableció legalmente por primera vez en Europa la libertad de culto con un Edicto de Tolerancia en Turda, Transilvania. Luego de la derrota militar de Hungría ante el imperio turco, el Principado de Transilvania mantuvo una frágil independencia bajo protectorado turco. Allí se mantuvo viva la cultura húngara por más de un siglo y medio. En orden de mantener una posición política que permitiese estabilidad con los otomanos, los nobles húngaros de Transilvania bajo la dirección del príncipe Juan Segismundo Szapolyai (1541-1571), también conocido como Juan II de Hungría, hijo del rey Juan I de Hungría (1491-1542), sancionaron un edicto que reconocía al catolicismo, calvinismo, al luteranismo y unitarismo como confesiones cristianas aceptadas y respetadas.

#### Francia
En Francia en el Anfiteatro de las Tres Galias se conmemora el martirio de cristianos en el año 177. La historia y expansión del cristianismo en Francia, después fue una constante desde el siglo II hasta el siglo XIII, donde surge la Inquisición medieval, (1231-1244) para oponerse a posiciones consideradas heréticas. En 1420 a 1430, se inicia la caza de brujas, para enfrentarse a la hechicería y otras acciones similares.  
La aparición del protestantismo inicia con una serie de disputas religiosas contra los católicos y da lugar a ocho guerras de religión entre 1562 hasta 1598, cuando se promulga el Edicto de Nantes.
El 26 de agosto de 1789, se emite la Declaración de los Derechos del Hombre y del Ciudadano, como producto de la Revolución francesa (1789-1799) en cuanto a definir los derechos personales y sociales.
En noviembre de 1789 inició una Descristianización de Francia durante la Revolución, con la confiscación de las tierras y bienes de la Iglesia Católica, supresión de órdenes religiosas, y en julio de 1790 se proclamó la Constitución civil del Clero, condenada por el papa Pio VI en 1791. Se instituye un credo que incluía el Culto a la Razón.
En julio de 1792, iniciaron los denominados los años del Terror en Francia, donde se habla de genocidio por el sacrificio de unos 35 000 a 40 000 víctimas de diversas formas, surgiendo 191 mártires en cuatro puntos de París, la Guerra de la Vendée, bajo las órdenes de Jacques Cathelineau, que enfrentaron que durante 9 meses al ejército francés. 
Se promulga una ley en octubre de 1793 condenando a muerte a todos los sacerdotes que no prestasen juramento de fidelidad al régimen, y en noviembre fue abolido el culto cristiano instalando así un ateísmo de estado. En febrero de 1798, fue arrestado en Roma el papa Pio VI y extraditado a Francia.
En 1801, se establece el Concordato entre Napoleón Bonaparte por parte del Estado Francés y la Santa Sede, donde se establecen ciertos acuerdos de convivencia entre las dos entidades.
La Ley de separación de la Iglesia y el Estado de 1905, promulgada por el gobierno de la Tercera República, es aceptada por San Pio X, derogando el concordato y se estableció una política de laicidad con la que se rige la libertad de religión en Francia hasta el siglo XXI, con un resultado en 2012, de 50% católicos, 30% ateos, 10% no religiosa, 4% musulmanes, 3% protestantes, 1% budistas y 1% judíos.

#### España
En España, este derecho se promulgó por primera vez en la Constitución de 1869 (heredera de la Revolución de 1868). La Constitución de 1876, fruto de la Restauración borbónica y que volvía a proclamar un Estado confesional católico, ratificó a su vez la libertad de culto en este país. En ambos casos, su reconocimiento legal provocó fuertes protestas del clero, de la jerarquía eclesiástica española e incluso del papa Pío IX.

#### SigloXXy actualidad
Actualmente España declara la libertad de culto en su constitución pero confiere un estatus especial a la religión católica que no da a otras religiones, consistente en darle sustento económico y privilegios jurídicos.
En España, la libertad religiosa o de culto se basa esencialmente en el art. 16 CE, pero también se remonta en otros derechos constitucionales importantes, como el derecho a la educación del art. 27 CE. Los siguientes principios del derecho eclesiástico estatal se derivan de la Constitución española: (1) el principio de la libertad de convicciones, (2) igualdad, (3) laicidad y (4) de cooperación.

### Historia de la libertad de culto enAmérica

#### Conquista de América
El descubrimiento y posterior colonización por parte de España y Portugal hacia las naciones de América trajo consigo, entre otras cosas, la predicación del culto cristiano de la mano de algunos representantes de la Iglesia católica ayudados por los conquistadores, lo que en varios casos se produjo de manera forzada y violenta contra los pueblos indígenas vía una férrea intolerancia religiosa, expresada en la destrucción de templos americanos, "extirpación de idolatrías" y destrucción sistemática de arte sacro nativo (en esculturas, orfebrería, pinturas), construcción de recintos católicos sobre templos nativos, prohibición o quema de diversos tipos de registros de costumbres, trabajo intelectual e historia americana (como la quema de códices mayas y quipus incas) por considerárseles diabólicos o "no convenientes" para los americanos, la tortura o muerte del practicante de otra religión,[cita requerida] bautizos masivos obligados [cita requerida], manipulación de ritos nativos para ajustarlos a requerimientos católicos [cita requerida], entre otros.
Algunos de estos abusos fueron denunciados en ocasiones por miembros de la iglesia, como Fray Bartolomé de las Casas, quien rechazó el sistema de la encomienda y luchó por la conversión pacífica. Sin embargo, no logró que este sistema se estableciera en toda América. A veces se prohibieron otras prácticas o rituales diferentes a los católicos argumentando razones humanitarias (las religiones animistas o politeístas indígenas de América en algunos casos incluían sacrificios humanos). En los diferentes países conquistados por España bajo el gobierno de los Reyes Católicos se estableció la denominada Santa Inquisición en 1569, con el fin de detectar y reprimir ritos secretos y costumbres distintas o contrarias al catolicismo. La Inquisición actuaba solamente contra bautizados. Su jurisdicción se extendió a la totalidad de los súbditos del rey de España. Sin embargo, desde 1575 se prohibió que la Inquisición actuara contra los indios a causa de su reciente bautismo. Este tribunal fue abolido en 1820.
Durante la conquista española y portuguesa, se indujo a la población en ocasiones pacíficamente, en ocasiones recurriendo a la guerra mediante el requerimiento a la conversión de prácticamente todos los habitantes de América Latina a la fe católica, por lo que en el momento de la independencia fue adoptada como religión oficial por varias Repúblicas, fruto de lo cual se concedieron a la Iglesia Católica numerosos privilegios.

#### SigloXXen adelante

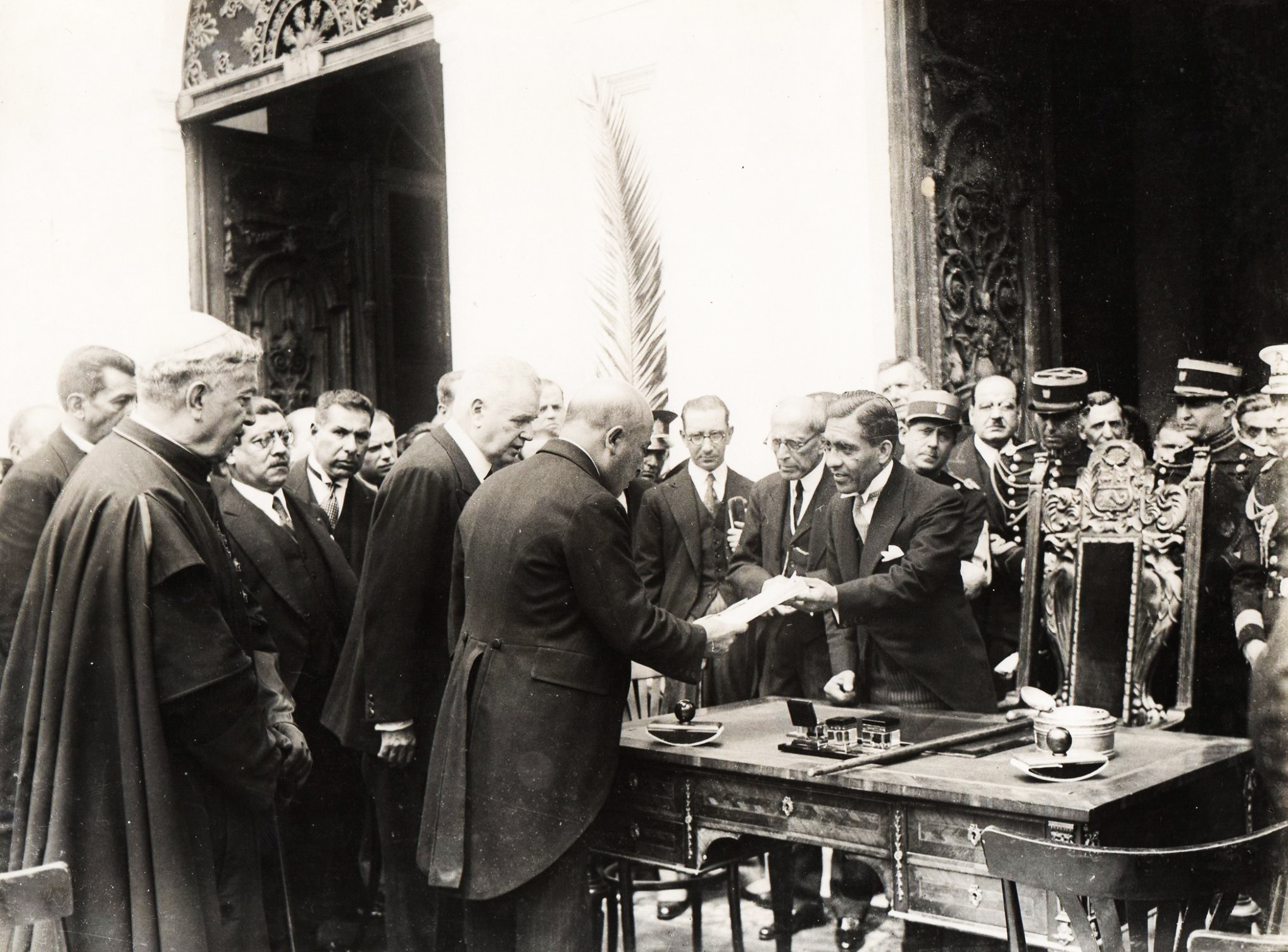
El presidente peruano Luis Sánchez Cerro en la ceremonia de promulgación de la Constitución de 1933 donde el Perú deja de ser un estado confesional para convertirse en un estado laico.

Hasta el siglo XX algunos Estados empezaron a adoptar medidas del derecho internacional por la que se declaraba libertad de culto, además de proclamar la separación entre Iglesia y Estado. No obstante, estos cambios se han venido dando de manera gradual y en algunos casos condicionada, por lo que en la actualidad existen algunos países en América que adoptan el catolicismo como religión oficial. También ha habido casos de imposición de monumentos religiosos en zonas públicas, discriminación religiosa y persecuciones religiosas a varios credos desde la época de la independencia.
La organización atea Freedom From Religion Foundation, la mayor de librepensadores (ateos, agnósticos y escépticos) de Estados Unidos argumenta que la libertad para no tener una religión es un derecho universal que, concretamente en la Constitución de EE. UU., está garantizada explícitamente con la frase "freedom of religion".
México
Uno de los momentos más álgidos ocurrió en México a partir de 1926 bajo el presidente Plutarco Elías Calles, en que se prohibió el culto católico y se persiguió a los fieles católicos con diversas medidas. Estas leyes contaban con el rechazo popular, y después de diversos intentos pacíficos de solución y varias muertes violentas por fanatismo anticlerical, se produjo un levantamiento popular, conocido como Guerra Cristera. Una de las víctimas de la persecución más conocidas es el Padre Miguel Agustín Pro Juárez, beatificado como mártir en 1988 por Juan Pablo II. Desde 1931 la persecución se convirtió en tolerancia, pero no fue hasta 1992 que las leyes volvieron a adecuarse al derecho internacional en materia de libertad religiosa. 
Nicaragua
Durante los años en que estuvo en el poder el Frente Sandinista de Liberación Nacional, hubo graves denuncias de atentados contra la libertad religiosa. El gobierno revolucionario favoreció a la llamada Iglesia Popular, grupos de católicos de ideología revolucionaria, en contra de las instituciones oficiales de la Iglesia Católica.
Cuba
Uno de los casos particularmente diferentes frente a los demás países de América Latina, en los que la Iglesia católica conserva influencia en las ideas y en la moral, es el de Cuba, que tras la revolución liderada por Fidel Castro en 1959 se declaró atea y cerró algunas instituciones de educación con orientación católica que se consideraban contrarrevolucionarias. En el año 1991 el país fue declarado un Estado laico y adoptó oficialmente las normas de derecho internacional hacia la libertad de cultos.
El régimen cubano, sin embargo, ha sido acusado repetidas veces de violar la libertad religiosa al discriminar a ciudadanos católicos con diversas medidas. Según estas fuentes que le acusan, desde 1991 seguiría habiendo restricciones a la libertad religiosa: porque el gobierno controlaba los ingresos a los seminarios, expulsaba a religiosos extranjeros o incluso encarcelaba a ciudadanos católicos, además de diversas medidas de discriminación contra los ciudadanos que manifestaban en público sus creencias religiosas,[cita requerida] y solo con motivo de la visita a la isla de Juan Pablo II en 1998 el gobierno cubano comenzó cierta distensión, manifestada sobre todo en la concesión del permiso de entrada a varios sacerdotes extranjeros. En la actualidad, según algunas organizaciones internacionales[cita requerida], los católicos no pueden acceder a ningún puesto de responsabilidad. El mero hecho de asistir a misa es motivo de sospecha, la policía política vigila el acceso a las iglesias y nuevamente se deniegan permisos de entrada a sacerdotes y religiosos; los católicos también tienen denegado el acceso a ciertas profesiones o a estudios superiores.[cita requerida] Otras confesiones religiosas, como la santería o las iglesias protestantes, reciben un trato peor.
Estas acusaciones son contestadas por los propios implicados. El rector del Seminario Evangélico y el secretario general del Consejo de Iglesias de Cuba han declarado que en todos los años de trabajo en Cuba han tenido plena libertad. Por otra parte, Ofelia Miriam Ortega Suárez, la presidenta del Consejo Mundial de Iglesias para América Latina y el Caribe, sostiene que desde que el régimen ganó el poder con la revolución, el pueblo ha ganado en dignidad, "que en Cuba da derecho a decir lo que pensamos, actuar como queremos".
Venezuela
Existen discrepancias entre el gobierno y la Iglesia católica. Hugo Chávez acusó a líderes religiosos de entrometerse en política y a su vez estos le acusaron de interferir en asuntos propios de la Iglesia. Algunas de las preocupaciones de los líderes religiosos de este país fueron transmitidas al máximo jerarca de la Iglesia católica, Benedicto XVI, quien a su vez expresó esas preocupaciones a Chávez después de que este le visitara en la Ciudad del Vaticano. El Papa le pidió a Chávez que permita la libertad de la Santa Sede para nombrar obispos en el país, así como que revise el proyecto de reforma de la enseñanza que excluye la religión de los programas.

#### Reformas constitucionales
En diferentes países de América, cuyos ciudadanos han sido mayoritariamente fieles a la Iglesia católica del cristianismo, se han venido presentando durante los últimos siglos reformas en las constituciones de cada país con el fin de lograr respeto por las diferentes creencias de sus habitantes. A pesar de estas declaraciones, no siempre se garantiza la libertad de culto por parte del Estado, y la Iglesia Católica tiene beneficios de facto en prácticamente todos los países. 
Se pueden distinguir cuatro tipos de posiciones: los países que consagran legalmente la libertad total (Estados laicos), los que declaran la libertad aunque confiriendo un estatus especial a la Iglesia católica y los que declaran libertad pero consideran el cristianismo de la Iglesia católica como la religión oficial del país (Estados confesionales). Un caso aparte es Cuba, al darse graves restricciones a la libertad religiosa. Estos datos se generan de acuerdo con el informe internacional sobre la libertad religiosa 2005 emitido por el Departamento de Estado de los Estados Unidos:
Libertad sin restricciones: Países americanos cuya constitución declara una total separación del Estado y la iglesia declarando la libertad de culto sin restricciones ni privilegios para un culto en particular:
- Bolivia
- Brasil
- Canadá
- Chile
- El Salvador
- Estados Unidos
- México
- Uruguay
- Perú[18]
- Venezuela[19]

Estatus especial: Países americanos cuya constitución declara la libertad de culto pero confiere un estatus especial a la Iglesia católica que no dan a otras religiones, en algunos casos se relaciona con sustento económico y en otros con privilegios jurídicos o ambos:
- Argentina
- Colombia
- Nicaragua
- República Dominicana
- Panamá[20]

Religión oficial: Países americanos cuya constitución respeta la libertad de cultos pero consagra al cristianismo de la Iglesia católica como religión oficial del Estado:
- Costa Rica

## Informes sobre la libertad religiosa en el mundo

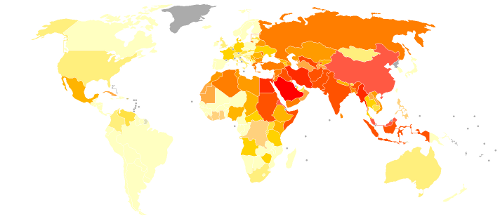
Libertad de culto por país (Pew Research Center en 2009). Amarillo claro: baja restricción. Rojo: alta restricción a la libertad de religión.

Varios informes presentan anualmente la situación de la libertad religiosa en el mundo, entendida como libertad de practicar una religión:

### Informe del Departamento de Estado de los Estados Unidos
Un informe del Departamento de Estado de Estados Unidos presenta anualmente el estado de la libertad religiosa en el mundo. Se trata de un informe oficial, dirigido al Congreso de los Estados Unidos y que no duda en presentar en una luz crítica la acción del Gobierno de Estados Unidos en favor de la libertad religiosa. De todas formas, los datos del informe están contrastados y, entre los países problemáticos, se incluye también a aliados tradicionales de Estados Unidos. Este informe es refutado y criticado por los países que menciona .
El Informe 2007 de Estados Unidos(publicado en septiembre de 2007)  señala como países de especial preocupación a Birmania, China, Corea del Norte, Irán, Sudán, Eritrea y Arabia Saudita. Por primera vez se ha incluido también a Uzbekistán en esta categoría, que se define como aquellos países "que hayan intervenido en violaciones particularmente graves de la libertad religiosa o las hayan tolerado". 
Una segunda categoría son los países en los que la libertad religiosa tiene una relevancia especial, normalmente porque se dan abusos, aunque también se señalan los avances conseguidos por los gobiernos. Esa categoría incluye: Afganistán, Cuba, Egipto, India, Irak, Israel y los Territorios Ocupados, Laos, las Maldivas, Pakistán, Rusia, Sri Lanka, Sudán, Turkmenistán, Venezuela, Vietnam.
Se estudia la situación en casi todos los demás países del mundo, con críticas y recomendaciones y subrayando la acción de las representaciones diplomáticas estadounidenses.

### Posición de la Iglesia Católica e informe de Ayuda a la Iglesia Necesitada
La posición de la Iglesia católica al respecto fue adoptada en la declaración Dignitatis humanae durante el Concilio Vaticano II el 7 de diciembre de 1965.
La libertad religiosa fue una de las prioridades de Benedicto XVI. Como comentó al Cuerpo Diplomático de la Santa Sede, entre los derechos humanos "un lugar preeminente tiene que ser reconocido al derecho a la libertad de religión". El 4 de diciembre de 2005, conmemorando el 40 aniversario de la Declaración del Concilio Vaticano II sobre libertad religiosa, habló sobre los elementos que la violan.
La sección italiana de Ayuda a la Iglesia Necesitada presenta también un informe anual sobre la libertad religiosa para la Iglesia católica. El último volumen publicado se refiere a 2021. Un mapa señala las diferentes categorías de países en cuanto al respeto a esta libertad.

## Asociaciones de defensa de la libertad religiosa
Además de la ya indicada, se pueden señalar las siguientes:
- Asociación Internacional para la Libertad Religiosa

- Fundación Militar para la Libertad Religiosa

- Liga Católica por los Derechos Religiosos y Civiles

- El Rutherford Institute,[26] en Estados Unidos, es una Fundación dedicada a la defensa de las libertades civiles y los derechos humanos. Establecido en 1982 por el abogado y autor John W. Whitehead, el Rutherford Institute se centra en dotar de atención legal gratuita a personas cuyos derechos constitucionales han sido violados. Uno de los puntos de máxima atención de esta organización, de tendencia conservadora (aunque claramente contraria a la pena de muerte), es la libertad religiosa y los derechos de las iglesias. Se centra especialmente en aquellas situaciones que se producen en Estados Unidos y en que  las autoridades atentan contra la libertad religiosa.

- Human Rights Watch: Organización No Gubernamental que se centra en la investigación y la información a la opinión pública de violaciones de los derechos humanos. Presenta anualmente un informe sobre la situación de los Derechos Humanos.[27]

- Forum 18: Organización cristiana noruega que tiene por objetivo el contribuir a asegurar la libertad religiosa en el mundo.

- Open Doors:[28] Organización cristiana supraconfesional de ayuda que apoya a cristianos perseguidos por razón de su fe. Cada año publica un Índice de persecución religiosa que incluye a los países en que se persigue más duramente a los cristianos.

- Consorcio Latinoamericano de Libertad Religiosa:[29] fue fundado en Lima en el año 2000, como "foro permanente de reflexión y asesoramiento a los actores del tema religioso de América Latina. Especialmente con miras a tener uniformidad continental en los criterios jurídicos sobre el derecho a la libertad religiosa y sobre las relaciones jurídicas Iglesia-Estado".[30] Los miembros del Consorcio son académicos de diversos países de América Latina (Argentina, Brasil, Chile, Colombia, México, Perú y Uruguay). Participan como miembros extraordinarios académicos de Europa y USA.